# Верхний Убекимахи
Верхний Убекимахи (дарг. ЧебяхӀ Убекимахьи) — село в Левашинском районе Дагестана. Административный центр сельского поселения Сельсовет Верхне-Убекимахинский.

## География
Расположено в 9 км к юго-западу от районного центра села Леваши, на реке Барчума.

## Население
| 1888 | 1895 | 1926 | 1939 | 1970 | 1989 | 2002 |
| ---- | ---- | ---- | ---- | ---- | ---- | ---- |
| 1012 | ↘644 | ↘411 | ↗436 | ↗512 | ↘474 | ↗681 |
| 2010 | 2021 |      |      |      |      |      |
| ↗842 | ↗880 |      |      |      |      |      |